# Waischenfelder Malefizbuch
Das Malefizbuch Waischenfeld ist ein historisches Gerichtsbuch, das Eintragungen zu Kapitalverbrechen und was man zur damaligen Zeit darunter verstand sowie deren Bestrafung enthielt.
Ein bekanntes historisches Dokument ist das für Amt und Stadt Waischenfeld geführte Buch. Darin finden sich Aufzeichnungen über Unglücksfälle, Diebstahl, Ehebruch und Mord, außerdem Protokolle der Vernehmungen, Urteile und Hinrichtungen für die Zeit von 1680 bis 1751.
Außergewöhnlich ist, dass der Amtmann auch Protokolle eintrug, die anderweitig das Amt Waischenfeld betrafen, sowie familiäre Belange, weiterhin Abschriften von Urkunden. Auf diese Weise blieb auch die verloren gegangene Stadterhebungsurkunde von Waischenfeld in Abschrift erhalten.
Von Interesse ist dieses historische Buch für die Heimatkunde und Familienforschung sowie die historische Rechtswissenschaft.
Das Waischenfelder Malefizbuch befindet sich nach über dreißigjähriger Odyssee heute in Eigentum des Historischen Vereins Oberfranken und liegt für die Benutzung, einschließlich eines neu erstellten Registers, in der Bibliothek der Universität Bayreuth unter MS 219 auf.
Das Waischenfelder Malefizbuch wurde bisher in keiner anderen Arbeit zitiert und bisher noch nicht bearbeitet.